# Joáv Galant
Joáv Galant (héberül: יוֹאָב גָּלַנְטְ; Jaffa, 1958. november 8.–) izraeli politikus, a Likud párt képviselője a Kneszetben, 2022 és 2024 között védelmi miniszter Benjámín Netanjáhú kormányában. Korábban az Izraeli Védelmi Erők Déli Parancsnokságának irányítója volt, majd 2015-ben politikai pályára lépett, a centrista Kulanú párt tagjaként. Miután megválasztották a Knesszetbe, építésügyi miniszterré nevezték ki, majd 2018 végén csatlakozott a Likudhoz. Galant korábban az alijáért és az integrációért felelős miniszteri és az oktatási miniszteri posztot is betöltötte.
Galant 1977-ben kezdte katonai pályafutását haditengerészeti kommandósként. Az 1980-as években, hat év aktív szolgálat után az Egyesült Államokba költözött, és favágóként dolgozott, majd visszatért a haditengerészethez, és egy rakétahordozó hajón szolgált. 1993-ban átvette a Júdea és Szamária hadosztály Menáse nevű területi dandárjának parancsnokságát.
2015-ben lépett be Izrael politikai életébe, amikor csatlakozott az új Kulanú párthoz. A 2015-ös választásokon a párt listáján a második helyre került, és a párt tíz mandátumot szerezve bekerült a Knesszetbe. Az új kormányban építésügyi miniszterré nevezték ki. 2018. december 31-én Galant lemondott miniszteri posztjáról, hogy csatlakozzon a Likud párthoz. A harmincötödik izraeli kormány megalakulása után Galantot oktatási miniszterré nevezték ki. Ezt a pozíciót a kormány 2021-es bukásáig töltötte be.
2022. decemberétől az új Netanjáhú-kormány védelmi minisztere volt. 2023. október 9-én, az Izrael–Hamász-háború kirobbanása után két nappal teljes blokádot rendelt el a Gázai övezet ellen. 2024 novemberében, miután Netanjáhú menesztette posztjáról, a Nemzetközi Büntetőbíróság elfogatóparancsot adott ki ellene, a miniszterelnökkel együtt, háborús bűncselekmények vádjával.
Galant nős, három gyermeke van.